# 完美十诉亚马逊案
完美十诉亚马逊案（Perfect 10, Inc. v. Amazon.com, Inc., 508 F.3d 1146 (9th Cir. 2007)）是一起由《完美十》杂志起诉亚马逊公司和谷歌公司的案件。美国联邦第九巡回上诉法院認可谷歌公司为图像搜索引擎存储侵权网站的图像和创建链入这些网站的链接的行为，因为这种使用方式非常具有改造性，属于对《完美十》杂志公司所拥有的图像版权的合理使用。这次判决几乎颠覆了初审法院的全部判决。

## 背景
《完美十》 是一家成人杂志公司，同时在网上提供订阅后才能浏览的内容。有一些独立第三方的网站将这些订阅后才能阅览的内容放到了他们自己的网站上，此举违反了订阅《完美十》网站服务时需要签订的服务合同、以及《完美十》的著作权。谷歌的网络蜘蛛自动检阅到了第三方网站的内容，对其进行了索引，并将侵权内容储存到了自己的网站上。作为其图像检索服务的一部分，谷歌储存在自己网站上的图像是缩略图，用户点击缩略图后不会直接跳转到侵权网站，而是在谷歌的网页上利用一个页面框（frame）显示侵权内容。
《完美十》相信链接到这些网站构成了间接著作权侵权，而将图像缩略图储存在自己的服务器上构成了直接侵权。于是《完美十》在跟谷歌发送了四年的警告信后，终于将谷歌和也提供类似服务的亚马逊告上了法庭。《完美十》申请了禁制令，希望法院能责令谷歌和亚马逊能停止提供转到侵权网站的链接，同时能责令谷歌删除储存的缩略图。

## 庭审
原告于2004年11月在美国加州中区联邦地区法院提起诉讼，地区法院为原告裁定发出了部分禁制令。法院特别指出谷歌的缩略图很有可能侵权，而链接到侵权网站的行为则不太可能。谷歌对所颁发的禁制令部分上诉，而原告《完美十》则为有关链接没颁发的部分上诉。
上诉法院第九巡回区维持了初审法院有关链接未侵权的裁决。他们同意初审法院的看法，即侵权网站先于谷歌存在，而就算谷歌不存在了，这些网站也还在，所以谷歌不用分担侵权的责任。而且谷歌无法控制侵权网站，也无法获得用户访问这些网站所带来的利润，所以谷歌不用承担侵权的替代责任。
法院同样认为文字当中的链接跟将内容存在自己主机上这两种行为性质不同。而使用小框显示内容，虽然看起来好像是谷歌在主机上存储了侵权内容，但实际上还是要链接到侵权网站上的，所以不构成侵权。
第九巡回区还是推翻了初审法院认为谷歌的缩略图侵权的认定。法院采信的是谷歌的说法，即这些缩略图仅仅是合理使用。上诉法院裁定谷歌的缩略图仅为合理使用，因为这种用法“相当具有改造性”。法院没有说明缩略图到底要有多大才不算侵权，不过在庭审过程中谷歌的图片只有原图的3%大，其他主要网站上使用的则长度不超过150个像素。法院另外引用Kelly v. Arriba Soft Corporation的判例，认为谷歌是把艺术和娱乐意义上的图片改造成了信息存储意义上的，所以具有改造性。虽然《完美十》同样指出自己为了向手机用户提供服务，已经准备了很多待售的缩略图，但法院还是认为“对《完美十》的市场影响仅停留在纸面上。”
上诉法院还指出谷歌此举是对社会大众开放了一种全新且非常有用的新功能，使得人们“更容易访问互联网上的【图像】信息”。所以“不应该因为会影响其他人的市场销售而影响这种对公众意义如此之大的搜索功能”。
谷歌在辩护过程中也为自己的超链接提出了《数字千年法案》（DMCA）的避风港辩护。但因为法院认为两个被告既没有必要分担责任也没有必要承受连带责任，就没有讨论其他辩护的必要了。